# 红庙镇 (兰考县)
红庙镇，是中华人民共和国河南省開封市兰考县下辖的一个乡镇级行政单位。

## 行政区划
红庙镇下辖以下地区：
西村、双杨树村、程庄村、葛寨村、西刘陈铺村、东刘陈铺村、堤西村、堤东村、武营村、牌坊村、庙台村、王庄村、郭庄村、北村、东村、关东村、白楼村、亓庄村、凡庄村、土岭村、代庄村、毛草庄村、管场村、孔庄村、李庄村、青龙岗村和普营村。